# Attuda
Attuda (łac. Diœcesis Attudensis) – stolica historycznej diecezji w Cesarstwie Rzymskim (prowincja Frigia Pacaziana), współcześnie w Turcji. Wzmianki o biskupach pochodzą z V–IX wieku. Od XIX wieku katolickie biskupstwo tytularne, od 1964 wakujące.

## Biskupi tytularni
| Lp. | Biskup                          | Od               | Do               |
| --- | ------------------------------- | ---------------- | ---------------- |
| 1   | Máximo Fernández OP             | 16 lutego 1898   | 12 sierpnia 1924 |
| 2   | Aloysius Chen Guo-di OFM        | 14 lipca 1926    | 9 marca 1930     |
| 3   | Pierre Gubbels OFM              | 27 marca 1930    | 11 kwietnia 1946 |
| 4   | Johannes Baptist Lück SCJ       | 13 marca 1947    | 11 stycznia 1951 |
| 5   | Guillermo Escobar Vélez         | 7 marca 1952     | 1 kwietnia 1955  |
| 6   | Antônio Ferreira de Macedo CSsR | 20 kwietnia 1955 | 22 czerwca 1964  |